# 韋斯頓 (新澤西州)
韋斯頓（英語：Weston）是位於美國新澤西州薩默塞特縣的普查規定居民點。

## 人口
根據2020年美國人口普查的數據，韋斯頓的面積為3.74平方千米，當中陸地面積為3.61平方千米，而水域面積為0.13平方千米。當地共有人口2023人，而人口密度為每平方千米540.91人。